# Kazuko Takamine
Kazuko Takamine (jap. 高峯 和子, Takamine Kazuko; * um 1960) ist eine japanische Badmintonspielerin. 

## Karriere
Kazuko Takamine siegte 1985 erstmals bei den nationalen Titelkämpfen in Japan, wobei sie im Damendoppel mit Kazue Hoshi erfolgreich war. Einen weiteren Titel erkämpfte sie sich ein Jahr später im Mixed mit Naotsugu Tanida. Bereits 1982 stand sie im Nationalteam bei Länderspielen gegen England.

## Sportliche Erfolge
| Saison | Veranstaltung                | Disziplin   | Platz | Name                              |
| ------ | ---------------------------- | ----------- | ----- | --------------------------------- |
| 1985   | Japan: Einzelmeisterschaften | Damendoppel | 1     | Kazuko Takamine / Kazue Hoshi     |
| 1985   | Japan: Einzelmeisterschaften | Mixed       | 3     | Naotsugu Tanida / Kazuko Takamine |
| 1986   | Japan: Einzelmeisterschaften | Mixed       | 1     | Naotsugu Tanida / Kazuko Takamine |

## Referenzen
- Kyōto-fu Badminton Kyōkai: Japanische Meisterschaften (Memento vom 28. August 2007 im Internet Archive)
- Länderspiel gegen England

| Personendaten    | Personendaten                 |
| ---------------- | ----------------------------- |
| NAME             | Takamine, Kazuko              |
| ALTERNATIVNAMEN  | 高峯 和子 (japanisch)         |
| KURZBESCHREIBUNG | japanische Badmintonspielerin |
| GEBURTSDATUM     | um 1960                       |